# Edward Still
Edward Still (Eigenbrakel, 30 december 1990) is een Belgisch voetbalcoach van Britse afkomst.

## Jeugd
In het jaar voorafgaand aan zijn geboorte verhuisden zijn ouders van Engeland naar België. Hij heeft twee jongere broers, Will en Nicolas Still, die eveneens in het voetbal actief zijn. Still werd in het Engels opgevoed, maar ging in zijn jeugd naar een Franstalige school. Daarnaast leerde hij ook Nederlands.
Still raakte als voetballer nooit verder dan de U17 van Racing Jet Wavre, waar hij op zijn vijftiende zijn eerste jeugdploeg coachte. Hij studeerde aan de Universiteit van Loughborough, Université catholique de Louvain, Katholieke Universiteit Leuven en de Rotterdam School of Management.

## Trainerscarrière

### STVV & verder met Leko
Meteen na zijn studies, in oktober 2015, volgde hij zijn broer Will op als video-analist van Sint-Truidense VV. Still werkte in zijn debuutseizoen onder de Noord-Ierse hoofdtrainer Chris O'Loughlin, die op Stayen de opvolger was van Yannick Ferrera, de man die zijn broer Will had meegenomen naar Standard Luik. Ook voormalig Champions League-winnaar Benni McCarthy maakte dat seizoen deel uit van de technische staf van STVV.
In het seizoen 2016/17 werkte hij er in functie van de Kroatische hoofdcoach Ivan Leko. STVV eindigde dat seizoen slechts gedeeld twaalfde in de reguliere competitie, maar gaf zijn seizoenseinde wel wat kleur door in Play-off 2 groepswinnaar te worden. In de finalewedstrijd tegen provinciegenoot KRC Genk beet STVV evenwel in het zand. Toen Leko een paar weken later de overstap maakte naar Club Brugge, nam hij Still mee als T3. Still onderbrak zijn huwelijksreis om bij Club Brugge aan de slag te kunnen.
Het vertrek van Leko bij Club Brugge in 2019 betekende ook het einde van Stills periode in het Jan Breydelstadion. Terwijl Leko aan de slag ging bij Al Ain FC, ging Still aan de slag als project manager op de Vlerick Business School en als analist in het RTBF-voetbalpraatprogramma La Tribune. In mei 2020 haalde Leko, die door Royal Antwerp FC terug naar België gehaald werd, Still en Rudi Cossey weer mee aan boord. Toen Leko een halfjaar later overstapte naar Shanghai SIPG, volgde Still hem naar China.

### Sporting Charleroi
Still bleef slechts enkele maanden in China werken, want in mei 2021 gaf Sporting Charleroi hem een kans als hoofdcoach voor het seizoen 2021/22. Still, die zijn broer Nico aan boord haalde als videoanalist, beschikte op dat moment niet over een Pro License-diploma. In zijn debuutseizoen eindigde hij zesde, waardoor Charleroi zich plaatste voor de Europe play-offs. Daarin kon de club geen rol van betekenis spelen. Na de puntendeling begon Charleroi weliswaar met slechts vier punten minder dan nummer vijf KAA Gent aan de nacompetitie, maar Henegouwers begonnen met 1 op 12 en lagen al snel tegen de touwen. Ondanks een 6 op 6 tegen KV Mechelen en KAA Gent op de laatste twee speeldagen finishte Charleroi op negen punten van Gent.
Still begon ook aan het seizoen 2022/23 als Charleroi-trainer. Op 22 oktober 2022 werd hij er evenwel ontslagen wegens tegenvallende resultaten. Charleroi had dat seizoen weliswaar al gewonnen van KAA Gent en RSC Anderlecht, maar was na de 4-1-nederlaag tegen Cercle Brugge weggezakt naar de dertiende plaats in het klassement.

### KAS Eupen
Op 22 november 2022, dag op dag een maand na zijn ontslag bij Charleroi, werd Still voorgesteld als de nieuwe hoofdcoach van eersteklasser KAS Eupen. Hier volgde hij Bernd Storck op, die ontslagen werd nadat hij met 12 op 42 aan het seizoen begonnen was. Eupen telde bij het ontslag van Storck slechts één punt meer dan RFC Seraing, KV Kortrijk en Zulte Waregem, die na veertien speeldagen samen laatste stonden. Interim-trainer Kristoffer Andersen, die in de competitie 4 op 9 pakte, had de marge al iets groter gemaakt voor Still: toen de Britse Belg eind november begon, was de voorsprong op Zulte Waregem, Kortrijk en Seraing al gegroeid tot respectievelijk drie, vier en vijf punten.
Still kon Eupen nooit echt uit het degradatiemoeras trekken, maar slaagde er uiteindelijk wel in om Eupen in de Jupiler Pro League te houden. Eupen verloor op 23 april 2023 op de slotspeeldag van de reguliere competitie wel met 7-0 van Club Brugge, maar doordat ook Zulte Waregem verloor waren de Oostkantonners gered. Twee dagen na het behoud in Eerste klasse maakte Eupen een einde aan de samenwerking met Still.

### KV Kortrijk
Op 1 juli 2023 werd Still de nieuwe hoofdtrainer van KV Kortrijk. De club was op dat moment in een overnamesoap verwikkeld geraakt. De club zou aanvankelijk overgenomen worden door de Kaminski Groep, die uiteindelijk afhaakte. Later sprong Burnley FC in de dans. De overnamesoap had een stevige impact op de activiteiten van Kortrijk op de transfermarkt.
Kortrijk verloor op de openingsspeeldag met 3-2 van KAA Gent, ondanks een vroege voorsprong. Still liet in deze wedstrijd twee jeugdspelers hun profdebuut vieren: Lars Montegnies kreeg een basisplaats, Massimo Decoene mocht bij een 3-1-achterstand invallen. Ook op de drie daaropvolgende competitiespeeldagen ging Kortrijk de boot in, tegen regerend landskampioen Antwerp FC werd het op de derde speeldag zelfs 6-0. Na drie speeldagen bleef Kortrijk als enige club achter met nul punten.
Na nog een nederlaag tegen ex-club Eupen op de vierde speeldag pakte Kortrijk op speeldag 5 zijn eerste punt tegen Standard Luik. Een week later was de kloof met de twaalfde plaats (de eerste plaats om Play-off 3 te vermijden) gegroeid van twee naar vier punten door de 3-0-nederlaag tegen Oud-Heverlee Leuven. Tijdens de interlandbreak groeide de ongerustheid over het lot van Kortrijk: zo werd een dag voor de competitiewedstrijd tegen RSC Anderlecht de training stilgelegd doordat een vijftigtal supporters het veld opstapten. Tegen de recordkampioen leek Kortrijk lang op weg naar een zege, maar diep in de blessuretijd redde Anders Dreyer nog een punt voor zijn club. Kortrijk kroop door de nederlaag van KVC Westerlo twee dagen daarvoor weg van de laatste plaats, maar liet een mooie kans liggen om een nog groter gat te slaan met de Kemphanen.
Een week na het 2-2-gelijkspel tegen Anderlecht nam Still het opnieuw op tegen een ex-club van hem, ditmaal Sporting Charleroi. Kortrijk moest opnieuw het onderspit delven. Westerlo had een dag eerder een punt behaald bij Standard, waardoor Kortrijk weer gedeeld laatste stond. Op 25 september 2023 werd Still de laan uitgestuurd.

### RC Lens
Na afloop van het seizoen 2023/24 werd Still genoemd als mogelijke nieuwe trainer van Zulte Waregem en de RSCA Futures. Still koos uiteindelijk voor RC Lens, de club waar zijn broer Will werd aangesteld als hoofdtrainer en waar zijn andere broer Nicolas eveneens assistent werd. De drie broers gingen zo voor het eerst samen aan de slag bij een profclub. Later die maand kreeg hij met Hervé Koffi een oude bekende van bij Charleroi onder zijn hoede.
Lens eindigde in het seizoen onder leiding van de Still-broers achtste in de Ligue 1. Na de laatste competitiewedstrijd van het seizoen kondigde Will aan dat hij per direct afscheid nam van Lens, voornamelijk vanwege de gezondheidstoestand van zijn in Engeland wonende vriendin.

### RSC Anderlecht
Een week na afloop van de aankondiging van Will dat hij Lens verliet, raakte bekend dat Edward met RSC Anderlecht sprak voor een job als T2 bij de club. In juni 2025 werd Still officieel binnengehaald als assistent voor hoofdtrainer Besnik Hasi.

## Trivia
- Still behaalde in maart 2023 zijn UEFA Pro License-trainersdiploma.[44]
- Still vormt een koppel met Rachel Sobry, die in december 2024 op 31-jarige leeftijd burgemeester werd van Thuin.[45]

3 Hey ·
4 Simić ·
5 N'Diaye ·
6 Augustinsson ·
10 Verschaeren ·
11 Hazard ·
12 Dolberg ·
14 Vertonghen ·
16 Kikkenborg ·
17 Leoni ·
18 Ashimeru ·
19 Angulo ·
20 Vázquez ·
21 Huerta ·
23 Rits ·
25 Foket ·
26 Coosemans ·
27 Edozie ·
29 Stroeykens ·
34 Adryelson ·
43 Dendoncker ·
42 Sardella ·
42 Goto ·
55 Kana ·
63 Vanhoutte ·
79 Maamar ·
Coach: Besnik Hasi
· Assistent-coach: Michaelsen
· Keeperstrainer: Merz